# 市川源
市川源（いちかわ げん、1971年3月14日 - ）は、日本の俳優。

## プロフィール
- 神奈川県の出身。
- 身長：168cm
- 血液型：A型

## 主な出演作

### テレビ
- 葵 徳川三代（NHK）
- 火曜サスペンス劇場（日本テレビ）
  - 取調室
- 金曜エンタテイメント（フジテレビ）
  - 京都女優シリーズ
- 金曜プレステージ（フジテレビ）
  - お母さん 僕が生まれてごめんなさい
- おみやさん（テレビ朝日）
- パフォー!（NHK）
- ショムニ（フジテレビ）
- 相棒 season19 第6話「三文芝居」（2020年11月18日、テレビ朝日）- 山田俊彦（有浜不動産 社員・電車に飛び込み自殺）
- マイファミリー（2022年4月10日 - 、TBS）

### 映画
- アウターマン（2015年）- 林参謀

### DVD
- 電エース
  - 電エースタロウ ホットリボンのひみつ（2014年）- ブラック社部長・市川
  - 電エース中野～大江戸温泉物語の謎～（2014年）- リー
  - 電エース下関（2015年）- ギョクー
  - 電エース刑事（2016年）- ササガー